# Liste des évêques de Mansa

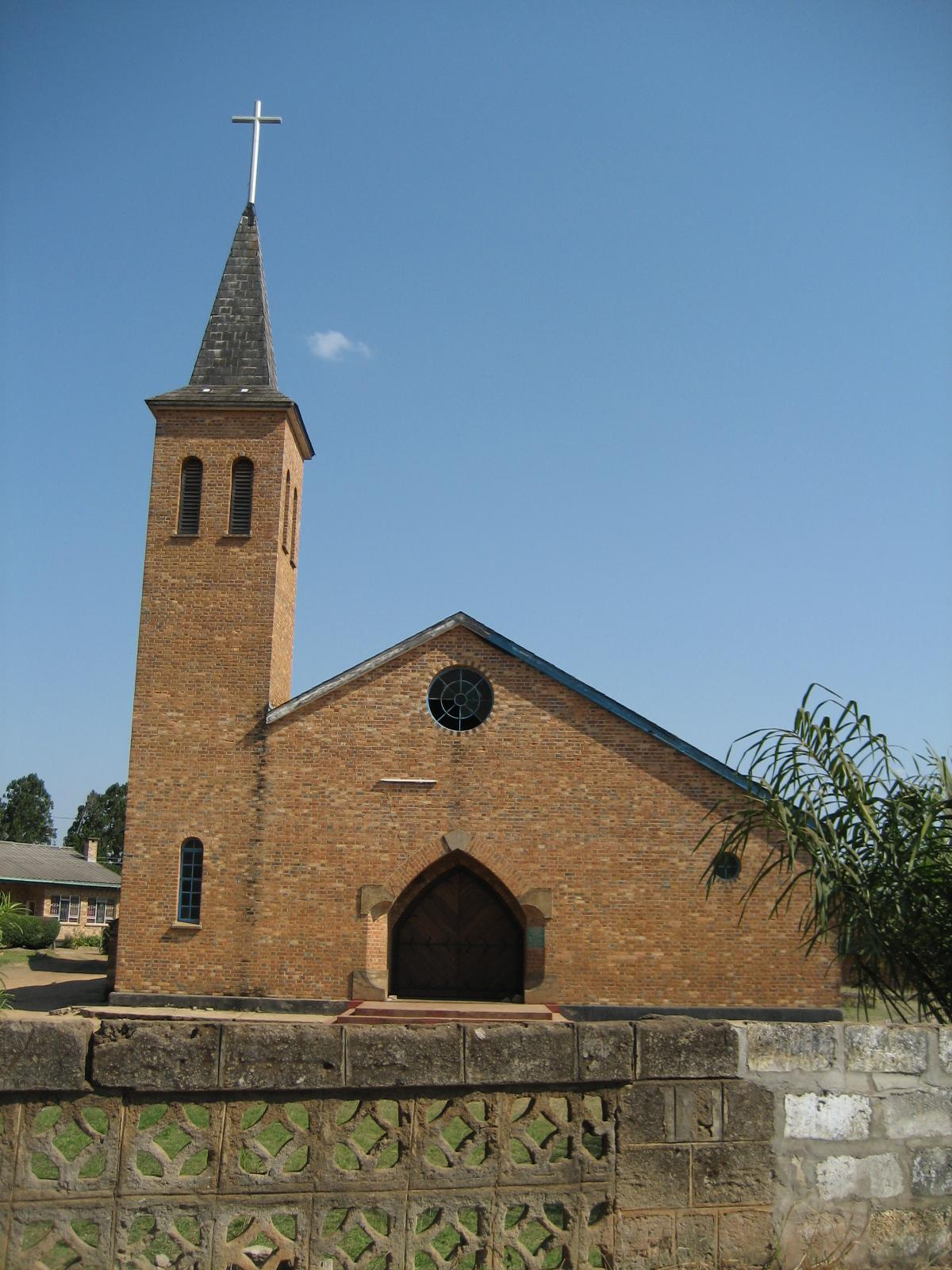
La cathédrale de Mansa en 2009.

Liste des évêques de Mansa en Zambie.
La préfecture apostolique de Fort Rosebery est créée le 10 juillet 1952, par détachement du vicariat apostolique de Bangueolo.
Elle est érigée en évêché le 3 janvier 1961.
Celui-ci change de dénomination le 22 novembre 1967 pour devenir l'évêché de Mansa (Dioecesis Mansaensis) .

## Est préfet apostolique
- 7 novembre 1952-3 janvier 1961 : René Pailloux (René Georges Pailloux), préfet apostolique de Fort Rosebery.

## Sont évêques
- 3 janvier 1961-3 juillet 1971 : René Pailloux (René Georges Pailloux), promu évêque de Fort Rosebery, puis évêque de Mansa (22 novembre 1967).
- 3 juillet 1971-17 septembre 1973 : Elias Mutale (Elias White Mutale)
- 28 février 1974-3 décembre 1990 : James Spaita (James Mwewa Spaita)
- 3 décembre 1990-1er juillet 1993 : siège vacant
- 1er juillet 1993-15 janvier 2009 : Andrew Chisha (Andrew Aaron Chisha)
- 15 janvier 2009-30 novembre 2013: siège vacant
- depuis 30 novembre 2013 [1]: Patrick Chisanga

## Sources
- L'ANNUAIRE PONTIFICAL, sur le site http://www.catholic-hierarchy.org, à la page